# Bertolonia nymphaeaefolia
Bertolonia nymphaeaefolia är en tvåhjärtbladig växtart som beskrevs av Giuseppe Raddi. Bertolonia nymphaeaefolia ingår i släktet Bertolonia och familjen Melastomataceae. Inga underarter finns listade i Catalogue of Life.